# Marcus Agius

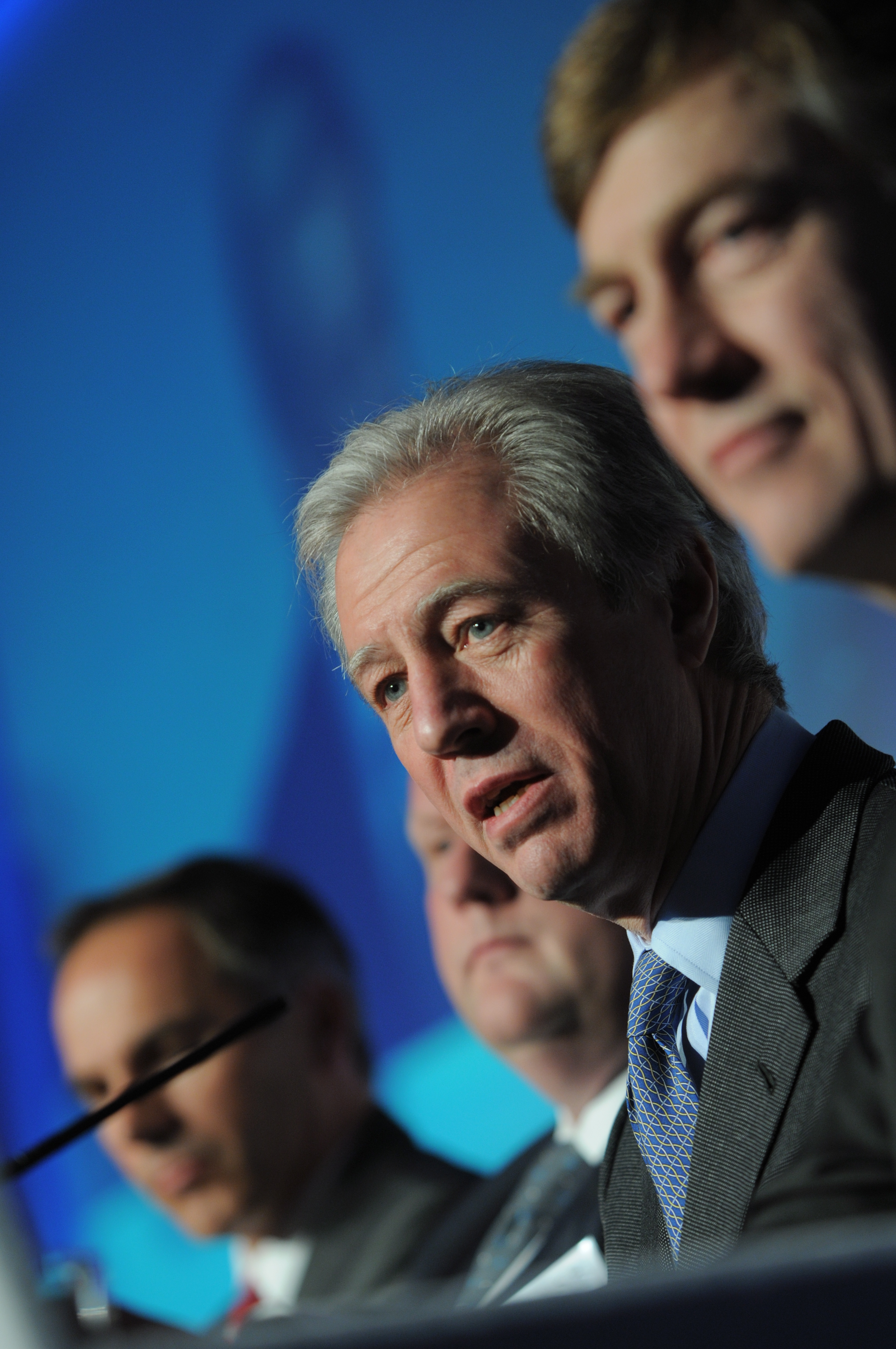
Marcus Agius (2008)

Marcus Ambrose Paul Agius CBE (* 22. Juli 1946) ist ein britischer Bankier.

## Leben
Agius studierte Wirtschaftswissenschaften an der Trinity Hall, University of Cambridge in Cambridge und danach an der Harvard Business School. Von 1972 bis 2006 war er für die US-amerikanische Investmentbank Lazard tätig. Von 2006 bis 2012 war Agius Vorsitzender der britischen Großbank Barclays.
Aufgrund des LIBOR-Manipulationsskandals kündigte Agius am 2. Juli 2012 als Chef des Barclays-Verwaltungsrates seinen Rückzug aus dem Unternehmen an. Auch als Aufsichtsratschef der British Bankers’ Association (BBA), die verantwortlich dafür ist, den Interbankenzinssatz LIBOR per Umfrage unter Großbanken zu ermitteln, trat er zurück. Der Rücktritt von Agius erhöhte den Druck auf Barclays-Vorstandschef Bob Diamond. Einen Tag später traten Bob Diamond und Chief Operating Officer Jerry del Missier mit sofortiger Wirkung von ihren Ämtern zurück.
Agius war Director der britischen Rundfunkanstalt BBC Vorstandes (executive board) und einer der drei Treuhänder im Lenkungsausschuss (steering committee) der Bilderberg-Gruppe.
Agius ist verheiratet mit Katherine Juliette (* 1949), die älteste Tochter von Edmund de Rothschild aus der englischen Bankiersfamilie, und hat zwei Kinder.